# Mehrfachbestattung
Mehrfachbestattung oder Kollektivgrab kann sich beziehen auf Kollektivbestattungen und die Aufteilung von Leichnamen. Mehrfachbestattungen sind keine Erfindung der für ihre Kollektivbestattungen besonders bekannten Ackerbaukulturen. Raymond Terrace fand an der Køge Bucht ein Kollektivgrab mit acht Toten, das zu einem Wohnplatz der Jäger und Sammler der mittleren Ertebølle-Kultur (etwa 4600 v. Chr.) gehört. In Campu Stefanu auf Korsika wurden 2008 ein Grab mit Skelettresten von zwei Jugendlichen, fünf Erwachsenen und einer Schwangeren aus dem Spätmesolithikums (6600–5600 v. Chr.) gefunden.
Im Bereich der Archäologie wird unter dem Begriff Mehrfachbestattung die vorgeschichtliche, mutmaßlich gleichzeitige Deponierung von zumindest zwei Individuen, innerhalb desselben Objektes (Baumsarg, Erdgrab, Steingrab, Urne etc.) verstanden. 

## Kollektivgrab
Kollektivgrab ist ein primär für megalithische bzw. para- und pseudomegalithische Anlagen angewandter Begriff der Archäologie, der in der Regel gebaute Anlagen oder Anlagentypen (z. B. Dolmen) beschreibt, in denen die Knochen von mehr als einer Person gefunden werden. Die Verwendung von Megalithen ist jedoch genau so wenig zwingend (Anlagen vom Typ Konens Høj, Anlagen vom Niedźwiedź-Typ, Mauerkammergrab, Nekropole von Genevray, Totenhütte) wie die Einengung auf das Neolithikum (Kollektivgrab von Dolní Věstonice), wobei (wie bei den jüngeren Formen Bootsgrab, Bootkammergrab, Domus de Janas, Ofengrab und Wagengrab) von Kollektivbestattungen gesprochen wird. 
Auf europäischem Boden finden sich Kollektivgräber primär im Verbreitungsraum der Megalithkulturen wie in den Benelux-Staaten, Deutschland, Frankreich, Großbritannien und Irland, Polen, Portugal, Skandinavien, Spanien, Süditalien, sowie auf Korsika, Malta, Sardinien, Sizilien und in der Schweiz. Die Anlagen werden in den verschiedenen Sprachen unterschiedlich bezeichnet, zum Teil auch unterschiedlich definiert. Eine erste Zusammenstellung der Begriffe aus französischer Sicht findet sich bei Jean Arnals aus dem Jahre 1956.
- Als megalithisch werden Anlagen bezeichnet, welche aus größeren Steinplatten und Blöcken errichtet wurden (z. B. Dolmen, Ganggrab, Galeriegrab, Gigantengrab, Kuppelgrab).
- Als paramegalithische Kollektivgräber werden Anlage wie „La Chaise“ in Malesherbes (Frankreich) bezeichnet, wo 1978 ein Doppel- und ein Einzelgrab mit einer länglichen Steinpackung gefunden wurde, die in der Tradition der nichtmegalithischen Langhügel stehen. Bei den zeitgleichen Kollektivbestattungen in Langhügeln in Ostengland und in Nordmitteleuropa wurde, zumeist ressourcenbedingt, weitgehend auf die Verwendung großer Steine verzichtet. Giot definiert die französischen Anlagen als: „monument derive, construit avec des «metetisu» de petites dimensions, ou d'un monument partiellement megalithique“.
- Die Bezeichnung Pseudomegalithik wurde von 1991 Hans-Jürgen Beier für Trockenmaueranlagen, Mauerkammergräber, oder mit Megalithgräbern vergleichbare aus Holzbauten und submegalithische Kammergräber verwendet.
- Submegalithische Kammern sind nach Beier wie megalithische Anlagen ebenfalls aus Platten und Blöcken errichtet, sind aber kleiner (z. B. Urdolmen) und haben liegende Wandsteine.
- Der Begriff Pseudo- oder Para-Dolmen wird für natürliche Felsformationen verwendet, die ein dolmenartiges Aussehen aufweisen und als Kollektivgrab genutzt wurden (z. B. der Dolmen di Avola, auf Sizilien; Schnellert in Luxemburg).

## Kollektivbestattung

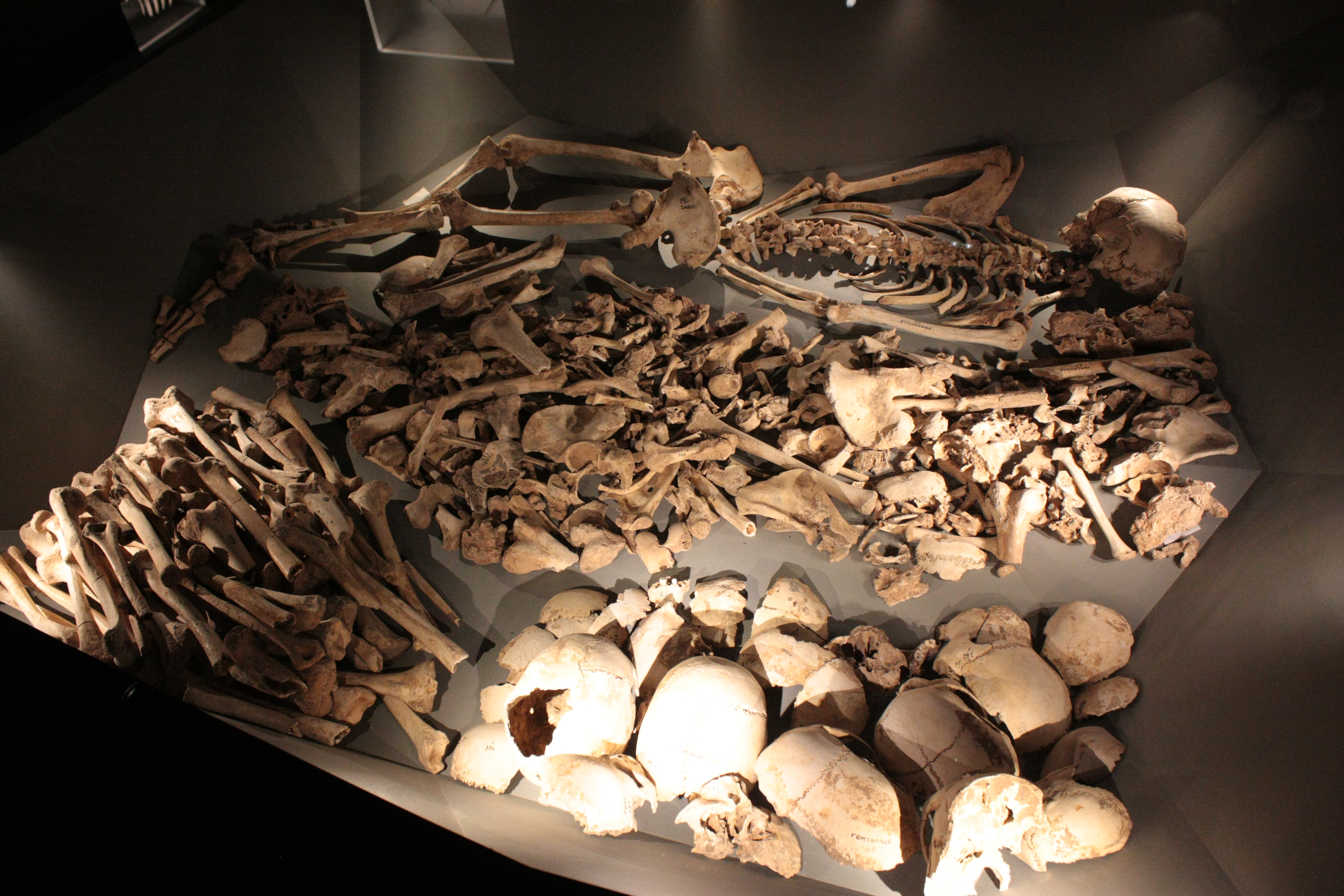
Kollektivbestattung

Die Kollektivbestattung ist die einmalige oder anhaltende Deponierung mehrere Toter im selben Objekt (zum Beispiel bis zu 250 Individuen in derselben Megalithanlage), wie sie in der Norddeutschen Tiefebene und in Skandinavien z. B. von der Trichterbecherkultur (TBK) oder der Wartbergkultur betrieben wurde. Die Praxis der Kollektivbestattung unter Abris und in Höhlen wird am südlichen Alpenrand mit der „Civate Gruppe“ verbunden. 
In der Ethnologie beschreibt der Begriff die wiederholte Beisetzung desselben Individuums (zum Beispiel bei nordamerikanischen Indianern). 
Während bei reinen Körpergräbern Doppel- oder Mehrfachbestattungen seltener sind, gehören sie bei Brandbestattungen öfter zum Befundbild. Die paarweise Kombination ist weitaus häufiger als Triples oder andere Verquickungen wie die Niederlegung von zwei Männern, drei Frauen und drei Kindern der jungsteinzeitlichem Michelsberger Kultur in Heidelberg-Handschuhsheim. Die Verbindungen Frau-Kind (z. B. auch im Baumsarg des Mädchens von Egtved) und Mann-Kind treten dabei häufiger bzw. mehrfach häufiger auf als die Kombinationen Mann-Frau, Mann-Mann, Frau-Frau oder Kind-Kind.

## Aufteilung von Leichnamen
Der Begriff Mehrfachbestattung kann sich auch auf verschiedene Formen der Körperbestattung beziehen, bei denen der Leichnam auf mehrere Grablegen aufgeteilt wird. Siehe dazu Teilbestattung, Getrennte Bestattung, Herzbestattung.